# Sally-Ann Poulsen
Pour les articles homonymes, voir Poulsen.
Sally-Ann Poulsen est une biochimiste australienne, professeure et directrice à l'Université Griffith. Ses recherches portent sur la chimie médicinale et la découverte de médicaments. Elle est présidente de la division de chimie médicinale et de biochimie du Royal Australian Chemical Institute (en).

## Enfance et éducation
Poulsen a grandi dans une communauté rurale en Australie. Elle a fréquenté une petite école primaire de seulement dix-sept élèves et un enseignant. Elle était l'élève la plus performante de son école. Après avoir terminé ses études secondaires, Poulsen a obtenu un emploi et a finalement décidé d'aller à l'université. Poulsen était étudiante de premier cycle à l'Université Griffith, où elle était médaillée universitaire. Elle était le premier membre de sa famille à terminer ses études supérieures. Au cours de son bachelor, elle a commencé à étudier les pyrazolo [3,4-d] pyrimidines. En tant qu'étudiante de premier cycle, Poulsen faisait partie du National Youth Science Forum (en). Poulsen est restée à l'Université Griffith pour ses études supérieures, où elle a continué à étudier les pyrimidines, à la recherche de relations structure-fonction dans leur liaison aux récepteurs de l'adénosine,. Après avoir obtenu son doctorat, Poulsen a déménagé au Royaume-Uni, où elle a été chercheuse postdoctorale à l'Université de Cambridge et à AstraZeneca. Elle a suggéré que les récepteurs d'adénosine offraient de nouvelles opportunités de conception de médicaments.

## Recherche et carrière
Poulsen est retournée en Australie, où elle a rejoint l'Université du Queensland en tant que chargée de recherche du Conseil national de recherche sur la santé et la recherche médicale de la Royal Society. Après dix mois au Queensland, Poulsen est retourné à l'Université Griffith en tant que boursière Queen Elizabeth du Conseil australien de la recherche. Elle a été nommée ARC Future Fellow en 2012 et promue professeure en 2014.
Les recherches de Poulsen portent sur la chimie médicinale et la découverte de médicaments. Elle dirige la découverte de plomb basée sur les fragments (en), qui cherche à identifier des composés puissants à partir de fragments qui se lient faiblement aux cibles,. Parmi diverses conditions médicales, Poulsen a étudié le cancer du cerveau résistant aux médicaments. Ces cancers sont généralement traités par le témozolomide, mais ils peuvent devenir résistants avec le temps. Poulsen a démontré qu'il est possible d'inverser cette résistance en bloquant les protéines aux côtés des pompes à la surface des cellules du glioblastome, qui permettent au témozolomide de sortir du glioblastome avant qu'il n'atteigne des niveaux suffisamment élevés pour détruire le cancer. En mars 2021, Poulsen a été nommée directrice adjoint du Griffith Institute for Drug Discovery . Elle est rédactrice en chef adjointe de la revue MedChemComm.

## Publications (sélection)
- (en) Alfonso Maresca, Claudia Temperini, Hoan Vu, Ngoc B Pham, Sally-Ann Poulsen, Andrea Scozzafava, Ronald J Quinn et Claudiu T. Supuran, « Non-zinc mediated inhibition of carbonic anhydrases: coumarins are a new class of suicide inhibitors », Journal of the American Chemical Society, ACS, vol. 131, no 8,‎ 4 mars 2009, p. 3057-62 (ISSN 0002-7863, 1520-5126 et 1943-2984, OCLC 01226990, PMID 19206230, DOI 10.1021/JA809683V).
- (en) S A Poulsen et Ronald J. Quinn, « Adenosine receptors: new opportunities for future drugs », Bioorganic & Medicinal Chemistry, Elsevier, vol. 6, no 6,‎ 1er juin 1998, p. 619-641 (ISSN 0968-0896 et 1464-3391, PMID 9681130, DOI 10.1016/S0968-0896(98)00038-8).
- (en) Sonia Del Prete, Daniela Vullo, Gillian M Fisher, Katherine T Andrews, Sally-Ann Poulsen, Clemente Capasso et Claudiu T. Supuran, « Discovery of a new family of carbonic anhydrases in the malaria pathogen Plasmodium falciparum--the η-carbonic anhydrases », Bioorganic & Medicinal Chemistry Letters, Elsevier, vol. 24, no 18,‎ 15 septembre 2014, p. 4389-96 (ISSN 0960-894X et 1464-3405, PMID 25168745, DOI 10.1016/J.BMCL.2014.08.015).